# Antonino Diana
Antonino Diana (Palermo, 1586 – Roma, 20 luglio 1663) è stato un teologo morale italiano.
Antonino Diana nacque a Palermo da una nobile famiglia. Famoso casista, fu consultore del Santo Uffizio del Regno di Sicilia ed esaminatore per la nomina dei vescovi sotto Urbano VIII, Innocenzo X e Alessandro VII.
Fu duramente attaccato nelle Lettere a un provinciale da Blaise Pascal per la sua legittimazione dei duelli.
La sua opera più famosa è sicuramente Resolutiones morales, frutto del suo impegno nella teologia morale.